# 楊森隆
楊森隆（1950年—）是義聯集團董事長林義守的重要左右手，曾任《經濟日報》記者，自1983年加入義聯集團，曾任燁興企業董事長、義聯集團總管理處執行長、義聯集團資深顧問。2012年12月在義聯集團買下中華職棒興農牛隊並改名為義大犀牛隊後，成為義大犀牛首任領隊。

## 學歷
- 交通大學管理科學研究所

## 經歷
- 《經濟日報》財經記者
- 燁聯鋼鐵總經理
- 燁興企業董事長兼總經理
- 義聯集團總管理處執行長
- 義聯集團資深顧問
- 義大職棒事業股份有限公司(義大犀牛)領隊